# Giuseppe Pinzani

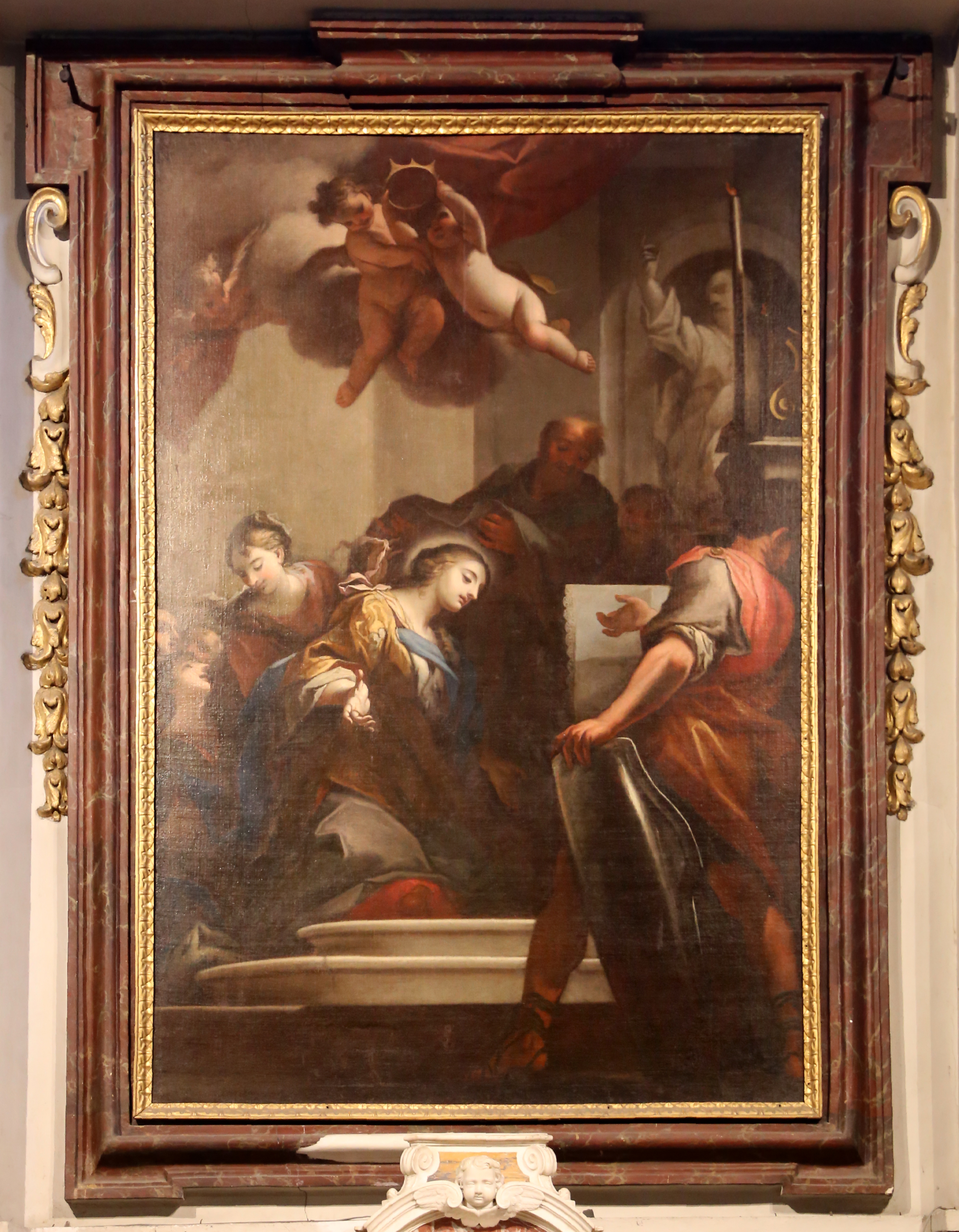
Sant'Elisabetta d'Ungheria e le terziarie, 1730 circa, Ognissanti, Firenze

Giuseppe Maria Carlo Pinzani (Firenze, 15 gennaio 1679 – 1740) è stato un pittore italiano.

## Biografia
Nacque nel popolo di Sant'Ambrogio da Bartolomeo Pinzani, pittore (di cui non si conoscono opere) e Maddalena Bonini. La sua prima formazione avvenne nella bottega paterna, ultimando il suo apprendistato a Forlì, alla bottega di Carlo Cignani, dove acquisì una certa spigliatezza e fluidità pittorica tipica della scuola emiliano-romagnola. A Firenze guardò al filone antiaccademico di Giovanni Camillo Sagrestani e alle opere più innovative di Matteo Bonechi e Giuseppe Moriani.
Il Gaburri ricordò alcuni suoi lavori, oltre che a Firenze, a Perugia, Città di Castello, Pistoia e Prato. Poiché per molta parte della sua carriera visse fuori Firenze, la sua immatricolazione all'Accademia delle Arti del Disegno avvenne in età avanzata rispetto alla media, nel 1723, venendo immediatamente nominato accademico, a riprova della già raggiunta notorietà.